# Печатка Нью-Джерсі

Велика печатка штату Нью-Джерсі

Велика печатка штату Нью-Джерсі — один з державних символів штату Нью-Джерсі, США. Її створив франкомовний швейцарець П'єр Юджин ду Сімітре (фр. Pierre-Eugène du Cimetière (Ducimetière)).

## Дизайн
Опис печатки міститься в статуті Нью-Джерсі, розділ 52, § 2-1.
Щит з трьома плугами символізує сільськогосподарські традиції Нью-Джерсі. Зверху розміщено шолом лицаря, а на його гребні — голову коня. Щитотримачами є жіночі фігури богинь Свободи й Церери. Перша тримає списа з фригійським ковпаком, друга — переповнений ріг достатку. Ці фігури є втіленням девізу штату, зазначеного під ними — Liberty and Prosperity (англ. Свобода й достаток). Також указано 1776 рік, коли Нью-Джерсі став штатом.